# Оунаселкя
Оунасѐлкя (на фински: Ounasselkä) е възвишение в крайната северозападна част на Финландия. Простира се на север от Северния полярен кръг на протежение около 200 km, ширина до 60 km. На изток се спуска към долината на река Оунасйоки (десен приток Кемийоки), а на запад – към долината на река Муониойоки (ляв приток на Торниойоки. На север се свързва с паралелно простиращият се участък на възвишението Манселкя. Максимална височина връх Паластунтури 821 m. Изградено е основно от докамбрийски кристалинни и метаморфни скали. Релефът му е платовиден с отделни заоблени остатъчни върхове и моренни валове. Множество ледникови езера – най-голямо Ерисъярви. От най-северната му част води началото си река Оунасйоки, на изток се спускат нейни къси и бурни десни притоци, а на запад – леви притоци на река Муониойоки. Централните и южните му части са покрити с борови и брезови гори, а северните и най-високите му части – от планинска тундра. В северната му част е създазен националния парк „Палас-Оунастунтури“ с музеи на природата и ски спорта.